# Clavelina dellavallei
Clavelina dellavallei is een zakpijpensoort uit de familie van de Clavelinidae. De wetenschappelijke naam van de soort werd in 1825, als Bradiclavella dellavallei, voor het eerst geldig gepubliceerd door Zirpolo.

## Beschrijving
Clavelina dellavallei is een koloniale zakpijpensoort. Elke zoïde is tot 3 cm hoog. De mantel is transparant en bedekt met kleine witte vlekken. Door de mantel is de keelholte met zijn 13 tot 17 stigmata duidelijk zichtbaar, evenals de witte of blauwachtige verticale lijn van de endostyle. Sifo's zijn prominent aanwezig. De atriale sifon (uitstroomopening) kan voorzien zijn van een blauwpaarse rand. In het onderste deel van de zoïde zijn ook de paarse maag en darm duidelijk zichtbaar.

## Verspreiding
Clavelina dellavallei wordt gevonden van oppervlakte tot 10 meter diep in de Atlantische Oceaan en de Middellandse Zee. Kolonies C. dellavallei zijn bevestigd aan rotsen, zeewaaiers of zeewieren.